# Diether Thimme
Diether Ernst Karl Bernhard Thimme, auch Dieter Thimme (* 4. November 1910 in Hannover; † 25. Mai 1978 in Bloomington, Indiana), war ein deutsch-amerikanischer Klassischer Archäologe und Kunsthistoriker.

## Leben
Diether Thimme war der älteste Sohn des Historikers Friedrich Thimme und dessen Frau Emma, geb. Gerlach. Der Archäologe Jürgen Thimme (1917–2010) und die Historikerin Annelise Thimme (1918–2005) waren seine jüngeren Geschwister.
Nach dem Abitur 1929 studierte Thimme Rechtswissenschaft an den Universitäten Grenoble, Berlin und Göttingen. 1935 bestand er sein Erstes Juristisches Examen, trat jedoch sein Referendariat nicht an, sondern emigrierte nach Griechenland. Hier studierte er Klassische Archäologie. Am 21. März 1939 heiratete er in Athen die amerikanische Bildhauerin Katherine Thayer Hobson (1889–1982), die geschiedene Frau seines Göttinger Völkerrechtslehrers Herbert Kraus. Dadurch gelang ihm noch vor dem Ausbruch des Zweiten Weltkriegs die Ausreise in die USA. Von 1940 bis 1946 studierte er am Institute of Fine Arts der New York University, vor allem bei dem ebenfalls aus Deutschland emigrierten Karl Lehmann. Ab 1943 unterstützte er als Freiwilliger (Volunteer Assistant) das Committee on the Protection of Cultural Treasures in War Areas der American Council of Learned Societies, das im Januar 1943 gegründet worden war und durch die Rockefeller Foundation finanziert wurde. Das Komitee hatte seinen Sitz in der Bibliothek der Frick Collection und stellte Karten und Listen von gefährdeten Kunstwerken in Europa für die Monuments, Fine Arts, and Archives Section zusammen. 1946 graduierte er mit einem M.F.A. in Kunstgeschichte. 1948 erhielt er die US-amerikanische Staatsbürgerschaft.
Seine erste Dozentur erhielt Thimme 1947 an der Michigan State University. 1949 kam er als Associate Professor an das Wellesley College. In den 1950er Jahren leitete er dessen Kunstabteilung. 1960 wurde er an die Indiana University Bloomington berufen, zunächst als Visiting Associate Professor, dann ab 1964 als ordentlicher Professor (full Professorship with tenure).
In den Sommermonaten der Jahre 1963 bis 1968 beteiligte Thimme sich an den US-amerikanischen Ausgrabungskampagnen in Kenchreai. 1968/69 verbrachte er ein Sabbatical in Athen. Ein Produkt dieser Zeit war die gemeinsam mit Theodore Bowie erstellte Edition der Parthenon-Zeichnungen von Jacques Carrey. 1975 bis 1978 war Thimme an der Dokumentation und Aufarbeitung der Funde von Kenchreai und der Einrichtung der Abteilung zu Kenchreai im Museum von Isthmia beteiligt.
In Bloomington sorgte Thimme für den Ausbau der universitätseigenen Sammlungen des Indiana University Art Museum (heute Eskenazi Museum of Art at Indiana University), unter anderem durch den von ihm angeregten Kauf der Sammlung des New Yorker Wirtschaftswissenschaftlers Vladimir Simkhovitch (1874–1959) durch die Indiana University. Neben den Sammlungen zur klassischen Antike galt sein besonderes Interesse der Sammlung von Kupferstichen, Radierungen und Holzschnitten. Ermöglicht durch ein großzügiges Ankaufsbudget, konnte er eine Sammlung von über 2000 Werken für das Museum anlegen. Daneben hatte er eine bedeutende Privatsammlung. Thimme war Mitglied im Archaeological Institute of America.
1968 heiratete Thimme in zweiter Ehe die Archäologin Danae Hadjilazaro (* 1938 in London; † 4. April 1998), die dann in Bloomington Konservator und Asociate Director des Indiana University Art Museum wurde. Sie stiftete dem Museum 1998 aus der Sammlung von Diether Thimme die komplette Serie Kleine Welten (Small Worlds) von Wassily Kandinsky sowie ein Werk von Hans Hartung.

## Veröffentlichungen (Auswahl)
- The Masters of the Pergamon Gigantomachy. In: American Journal of Archaeology 50, 1946, S. 345–357 doi:10.2307/499454, JSTOR.
- mit Theodore Bowie: The Carrey Drawings of the Parthenon Sculptures. Bloomington 1971.